# له مننیر (دهانه)

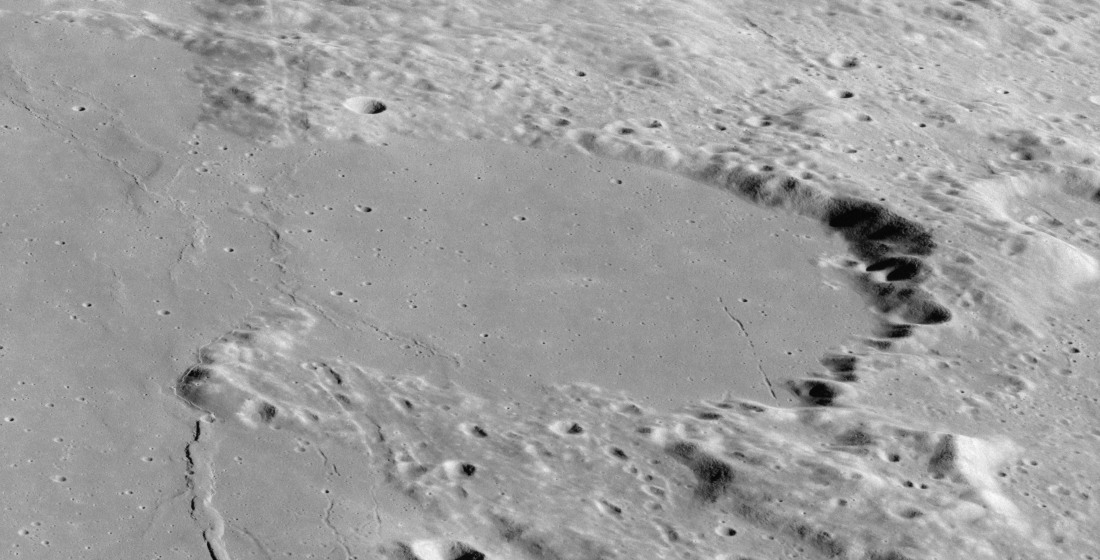
دهانه برخوردی در کره ماه است Le Monnier

له مننیر یک دهانه برخوردی در ماه‌ است.